# Gian Luigi Zampieri
Gian Luigi Zampieri (Roma, 10 de junho de 1965) é um regente de orquestra italiano.

## Biografia
Estudou regência de orquestra com o renomado maestro italiano Franco Ferrara, de quem é considerado o último discípulo. Completou a sua formação também com nomes como Francesco De Masi, Carlo Maria Giulini, Gennadi Rozhdestvensky e Leonard Bernstein e frequentando os cursos de aperfeiçoamento da Academia Nazionale Santa Cecilia em Roma e da Accademia Musicale Chigiana di Siena - onde, em 1988, graduou-se em regência de orquestra com um diploma de honra.
Foi assistente de Gennadi Rozhdestvensky na London Symphony Orchestra, na BBC Symphony Orchestra e em cursos da Accademia Musicale Chigiana. Também atuou como assistente de Lorin Maazel.
Durante o ano de 2012 foi diretor artístico e regente titular da Orquestra Sinfônica de Ribeirão Preto e regente convidado da Orquestra Sinfônica do Theatro da Paz em Belém, ambas sediadas no Brasil.
Atualmente é regente convidado da Orquestra Filarmônica Oltenia (Craiova - Romênia) e regente associado da Orquestra Filarmônica de São Carlos (SP - Brasil).